# St. Johannes der Täufer (Modschiedel)

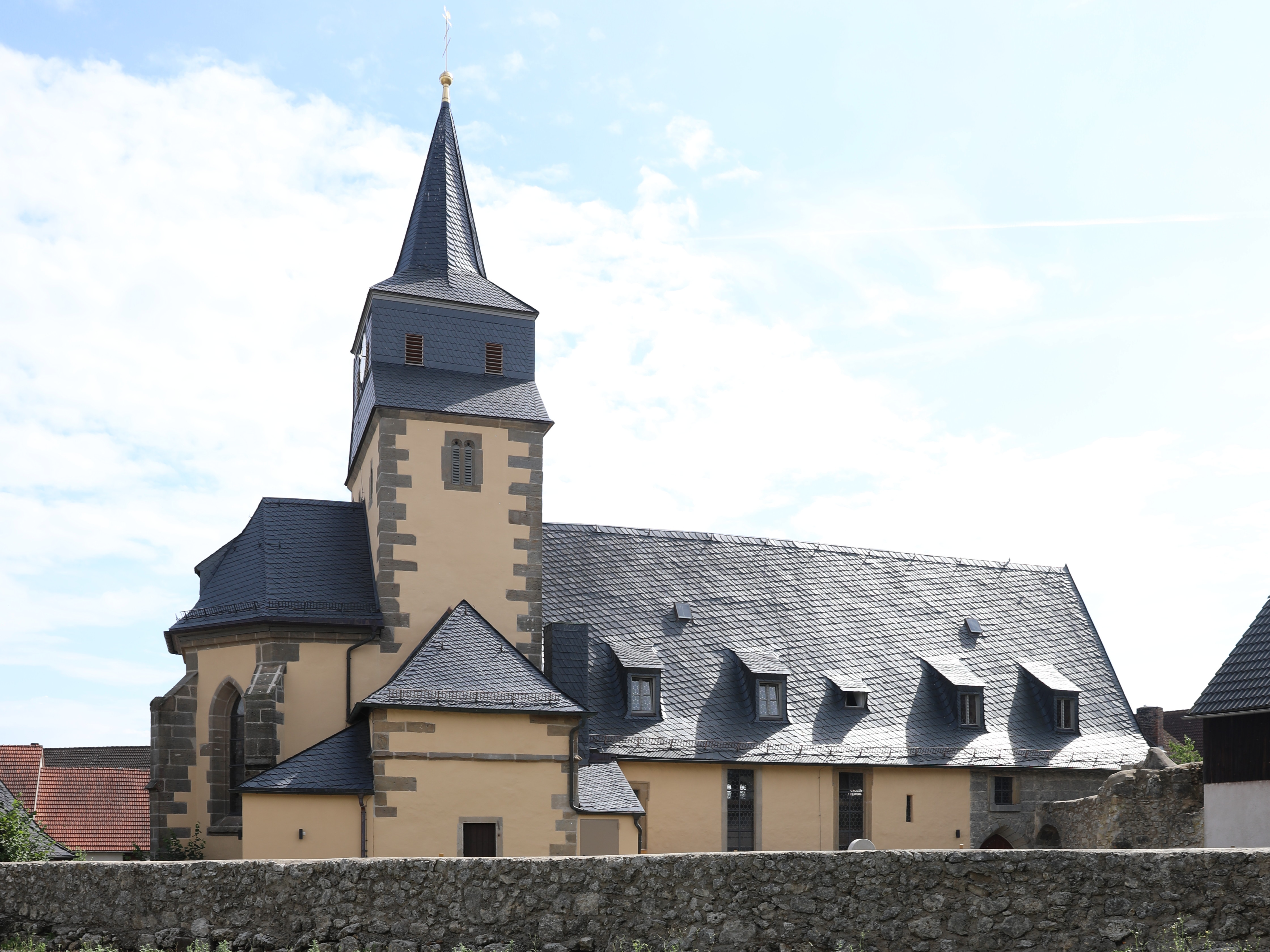
St. Johannes der Täufer in Modschiedel

Die römisch-katholische Pfarrkirche St. Johannes der Täufer steht in Modschiedel, einem Gemeindeteil der oberfränkischen Stadt Weismain im Landkreis Lichtenfels in Bayern. Das Langhaus des denkmalgeschützten Bauwerks ist im Kern spätmittelalterlich. Die Pfarrei gehört zum Seelsorgebereich Lichtenfels-Obermain im Dekanat Coburg des Erzbistums Bamberg.

## Geschichte
Im Jahr 1382 wurde Modschiedel mit einer bereits bestehenden Kapelle zur Pfarrei erhoben. Das Langhaus stammt im Kern aus dem Spätmittelalter, wurde aber 1694 verändert. Der Chor und der Chorturm entstanden zwischen 1494 und 1508. Der alte Turm wurde 1617 abtragen und neu errichtet. In den Jahren 1725/1726 folgten die Verbreiterung des Langhauses, das Aufstellen von doppelstöckigen Emporen an drei Seiten sowie der Einbau einer Holzdecke. 1935/1936 wurde das Langhaus nach Westen nach einem Entwurf von Fritz Fuchsenberger um sieben Meter verlängert.

## Architektur
Die Kirche befindet sich am Nordrand des Dorfes. Der querrechteckige Chorturm steht zwischen dem westlich angeordneten Langhaus und dem östlich anschließenden, gleich breiten Chor. Der Chor hat ein Joch mit einem Fünfachtelschluss und wird mit Strebepfeilern gestützt. Das quadratische, schiefergedeckte oberste Turmgeschoss beherbergt die Turmuhr und den Glockenstuhl, in dem fünf Kirchenglocken hängen. Darauf sitzt ein achtseitiger Knickhelm.
Die Kassettendecke des Langhauses ist mit Tafelbildern bemalt.

## Ausstattung
Das Taufbecken und ein Sakramentshaus sind ein Rest der spätgotischen Kirchenausstattung. Der Hochaltar wurde 1706/07 gebaut, die Kanzel 1714–1716.
Der Lichtenfelser Orgelbauer Eusebius Dietmann stellte 1941 die Orgel auf. Das Instrument hat 15 Register, zwei Manuale und Pedal.